# Charles Texier d'Hautefeuille
Charles Texier d'Hautefeuille est un homme politique français né le 7 janvier 1770 à Caen (Calvados) et mort le 21 septembre 1865 à Versailles (Yvelines).

## Biographie
Fils d'un colonel du régiment de Normandie, il commence sa carrière comme capitaine de cavalerie, puis aide de camp de son père. Il émigre en 1791, sert dans l'armée de Condé, puis en Suède, ne revenant en France qu'en 1811. En 1813, il est commandant de la garde nationale de Caen. Il est député du Calvados de 1815 à 1824, siégeant avec les ultras royalistes. Il est colonel en 1816 et gentilhomme de la chambre du roi.

## Sources
- « Dictionnaire des parlementaires français de 1789 à 1889 (Adolphe Robert, Edgar Bourloton et Gaston Cougny) », sur gallica BNF (consulté le 5 janvier 2014)